# Conus lischkeanus
Conus lischkeanus е вид охлюв от семейство Conidae. Видът не е застрашен от изчезване.

## Разпространение и местообитание
Разпространен е в Австралия (Западна Австралия и Куинсланд), Кения, Мозамбик, Нова Зеландия (Кермадек и Северен остров), Нова Каледония, Оман, Остров Норфолк, Провинции в КНР, Сомалия, Тайван, Танзания, Филипини, Южна Африка (Квазулу-Натал) и Япония.
Обитава пясъчните дъна на океани, морета, заливи и рифове. Среща се на дълбочина от 40 до 85 m, при температура на водата около 23,9 °C и соленост 35,6 ‰.